# Carlos Tapia
Carlos Daniel Tapia (ur. 20 sierpnia 1962 w San Miguel) – argentyński piłkarz, pomocnik. Mistrz świata z roku 1986.
Zawodową karierę zaczynał na początku lat 80. w River Plate. Sezon 1984/1985 spędził we francuskim Stade Brestois 29. Po powrocie do ojczyzny został piłkarzem tradycyjnego rywala River, Boca Juniors. W tym klubie do – z przerwami – 1994 rozegrał 217 spotkań i zdobył 46 goli. Grał także w AC Lugano (1987–1988), Textil Mandiyú (1989–1990), Club Universidad de Chile (1991–1992). W 1992 z Boca zdobył mistrzostwo Argentyny.
W reprezentacji Argentyny rozegrał 9 spotkań i strzelił 1 bramkę. Podczas MŚ 86 pojawił się na boisku dwukrotnie (w roli rezerwowego).